# مقاطعة بارنويل (كارولينا الجنوبية)
مقاطعة بارنويل هي مقاطعة في كارولينا الجنوبية، تتبع كارولاينا الجنوبية، بلغ عدد سكانها 22٬621  نسمة، في 2010، عاصمتها بارنويل، تبلغ مساحتها 1٬443 كيلومتر مربع.

## الموقع
تشترك في الحدود مع:
- مقاطعة أيكن
- مقاطعة ألينديل (كارولينا الجنوبية)
- مقاطعة أورانجبورغ
- مقاطعة بامبرغ (كارولينا الجنوبية)
- مقاطعة بورك.

## التقسيمات الإدارية
- بارنويل.